# Danau Ranau
Danau Ranau (engelska: Lake Ranau) är en sjö i Indonesien. Den ligger i den västra delen av landet, 400 km väster om huvudstaden Jakarta. Danau Ranau ligger 543 meter över havet. Arean är 126 kvadratkilometer. I omgivningarna runt Danau Ranau växer i huvudsak städsegrön lövskog. Den sträcker sig 16,6 kilometer i nord-sydlig riktning, och 17,5 kilometer i öst-västlig riktning.